# Palmesel

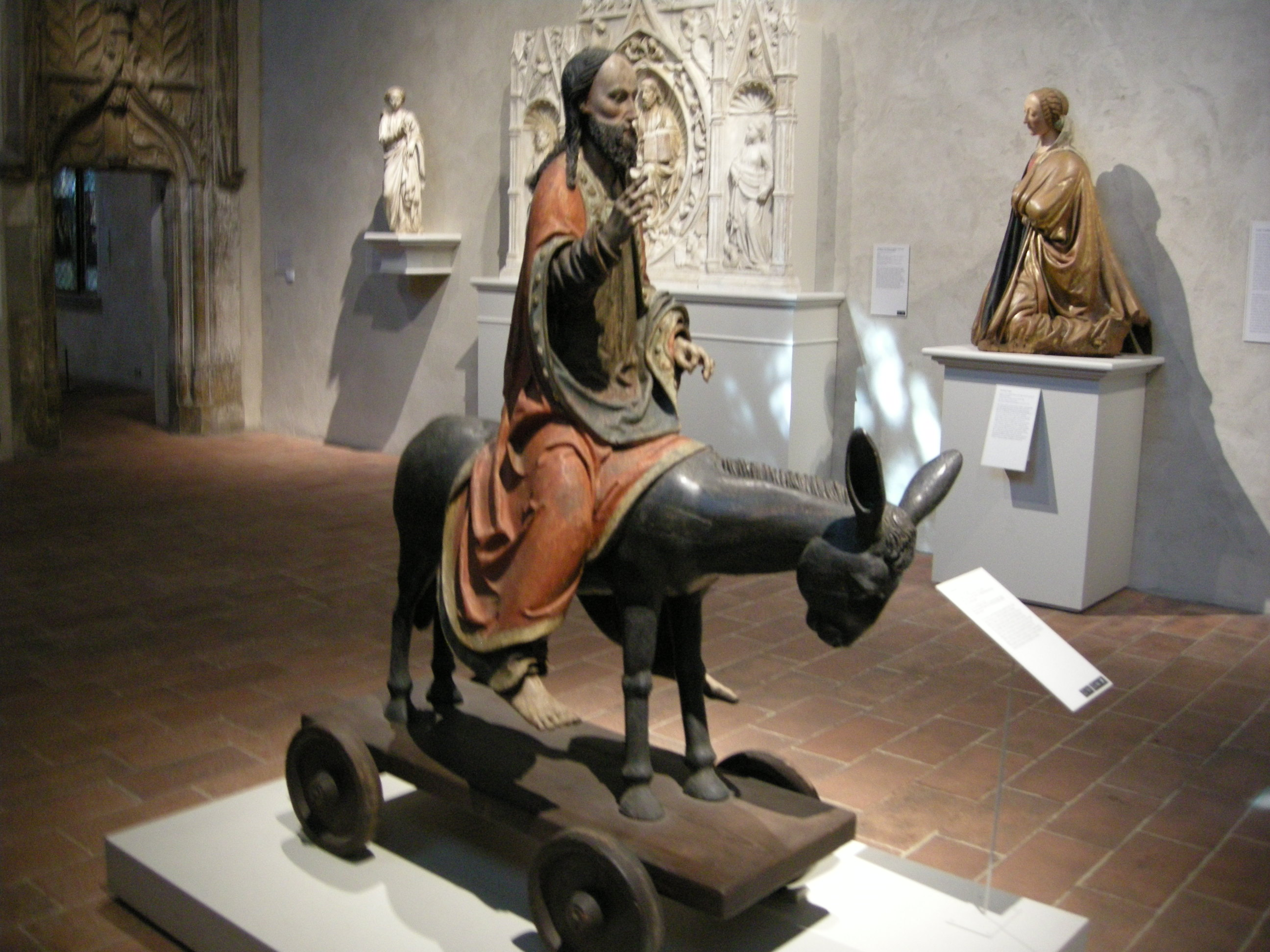
Palmesel dalla Bassa Franconia, XV secolo, The Cloisters, New York

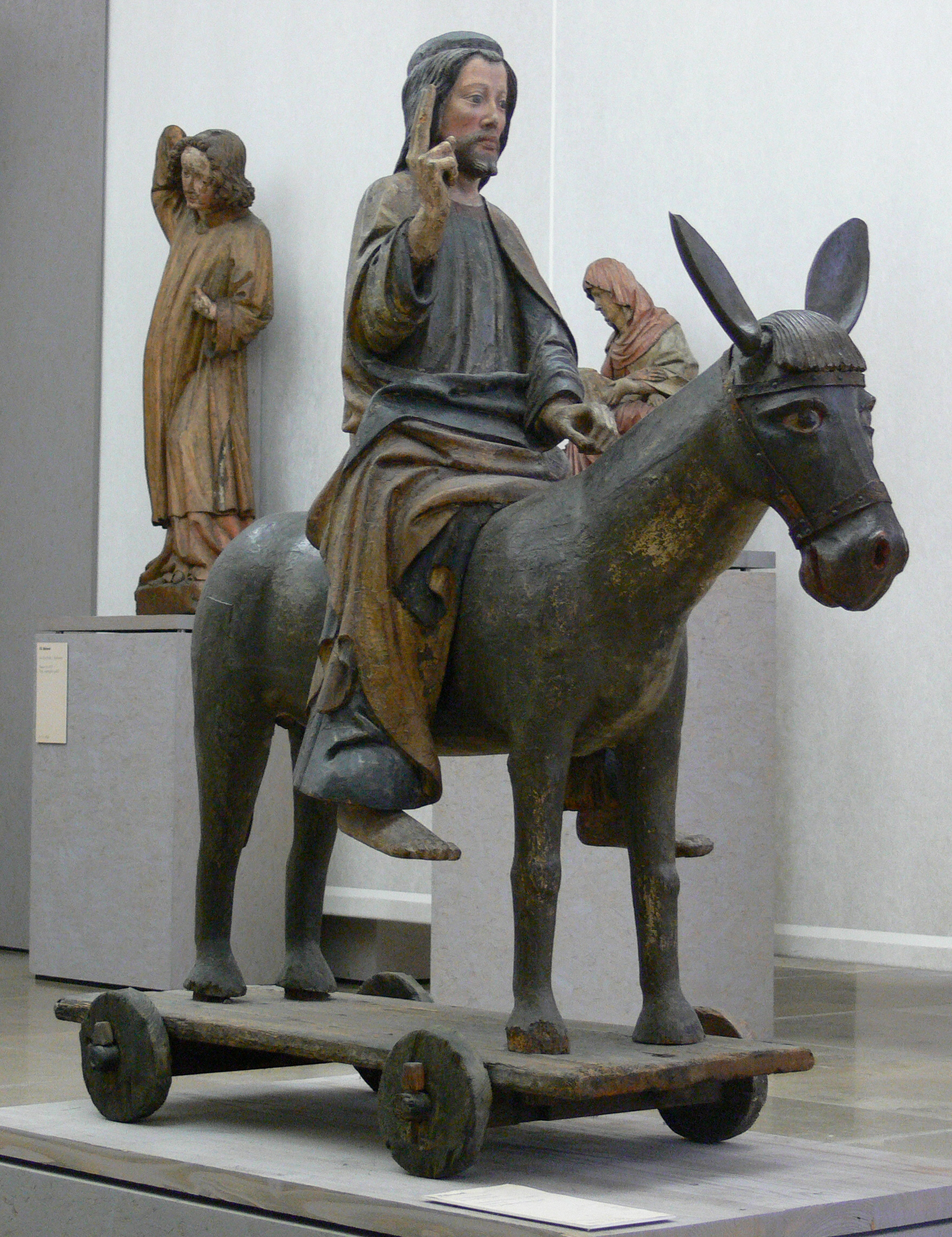
Palmesel nel Württembergisches Landesmuseum di Stoccarda

Il Palmesel (in italiano Cristo sull'asino) è un tipo di produzione scultorea popolare nel XV secolo, soprattutto in area tedesca.

## Storia e descrizione
Si tratta di sculture lignee di Gesù benedicente a calvalcioni di un asino e dotate di un supporto con ruote, che permetteva di trascinarle durante le processioni della Domenica delle Palme, commemoranti l'entrata di Cristo a Gerusalemme. Le dimensioni di circa metà del reale facilitavano il trasporto.
Faceva parte di quelle tradizioni devozionali, popolari prima della Riforma protestante, in cui la divinità era rappresentata direttamente in modo da facilitarne la figurazione (e quindi l'immedesimazione) da parte del fedele.